# 上沖町
上沖町（かみおきまち）は、群馬県前橋市の地名。郵便番号は371-0052。2013年現在の面積は0.72km2。

## 地理
広瀬川低地帯と赤城山の裾野の接する所に位置し、南端を桃ノ木川が流れる。

### 河川
- 桃ノ木川
- 竜の口川
- やつ川

## 歴史
江戸時代頃から上沖之郷と呼ばれていた。はじめは前橋藩領。明和年間から幕府領、天明6年に旗本岩本氏領、慶応元年は幕府領岩鼻支配所、明治元年に前橋藩管下となる。もとは下沖之郷と一村で沖之郷と称した。

### 年表
- 慶長6年（1601年） - 前橋藩領として酒井重忠の領地だった[5][6]。
- 明和4年（1767年） - 天領となり代官支配を受ける[5][7]。
- 天明6年（1786年） - 旗本岩本内膳正の知行地となる[5][8]。
- 慶応元年（1865年） - 岩鼻県として大音龍太郎の支配を受けたとされる[5][9]が岩鼻県の設置時期や大音の着任時期と齟齬がある。
- 明治元年（1868年）11月6日 - 前橋藩領に復しそのまま廃藩置県を迎える[5][6]。

- 明治22年（1889年）4月1日 - 町村制施行により、上沖之郷は上泉村、江木村、堤村、亀泉村、堀之下村、石関村、東片貝村、西片貝村、幸塚村、下沖之郷、荻窪村、三俣村と合併し南勢多郡桂萱村が成立する。その際に「上沖之郷」は「大字上沖」になった。
- 明治29年（1896年）4月1日 - 郡統合（南勢多郡と東群馬郡の統合）により、桂萱村は勢多郡に所属する。
- 昭和29年（1954年）4月1日 - 桂萱村は周辺1町5村（上川淵村、下川淵村、芳賀村、東村、元総社村、総社町）とともに前橋市へ編入され、前橋市上沖町となる。
- 昭和52年（1977年） - 一部が三俣町1-3丁目となる。
- 平成5年（1993年） - 当町に群馬県立医療短期大学が設立される。
- 平成17年（2005年） - 群馬県立医療短期大学が群馬県立県民健康科学大学になる。

### 地名の由来
昔この地を利根川が流れていた頃、沖であったことに由来するとされる。

## 世帯数と人口
2017年（平成29年）8月31日現在の世帯数と人口は以下の通りである。
| 町丁   | 世帯数  | 人口  |
| ------ | ------- | ----- |
| 上沖町 | 287世帯 | 788人 |

## 小・中学校の学区
市立小・中学校に通う場合、学区は以下の通りとなる。
| 番地 | 小学校             | 中学校             |
| ---- | ------------------ | ------------------ |
| 全域 | 前橋市立桃木小学校 | 前橋市立鎌倉中学校 |

## 交通

### 鉄道
鉄道駅はない。

### 道路
国道は通っておらず、県道は群馬県道76号前橋西久保線が通っている。

## 施設
- 群馬県立県民健康科学大学
- 群馬大学共同教育学部附属中学校
- 前橋市立桃木小学校
- 認定こども園もものき
- 神明宮 - 旧社格は村社[12]。天明6年に大黒天を祀ったとされる[13]。